# 이예원 (아나운서)
이예원(2000년 1월 1일 ~ )은 KBS 50기 아나운서다.

## 학력
- 선화예술학교 무용과 발레전공
- 선화예술고등학교 무용과 발레전공
- 서울대학교 사범대학 체육교육과 발레전공 18학번 학사

## 경력
- 2023년 2월 13일 ~ 2024년 9월 30일 : KBS 50기 공채 아나운서 - KBS 창원 근무
- 2024년 10월 1일 ~ 현재 : KBS 50기 공채 아나운서 - KBS 복귀

## 진행

### 현재

#### TV
- KBS 2TV 《KBS 월드 24》 앵커 - 2025년 3월 10일 ~ 현재
- KBS 2TV 《굿모닝 대한민국》 여성 MC - 2025년 5월 24일 ~ 현재

### 과거

#### TV
- KBS 창원 1TV 《월요일 ~ 목요일 KBS 뉴스 7 경남 - 간추린 경남》 서브 앵커 - 2023년 2월 20일 ~ 2024년 2월 2일
- KBS 창원 1TV 《금요일 KBS 뉴스 7 경남》 앵커 - 2023년 2월 24일 ~ 2024년 2월 1일
- KBS 창원 1TV 《생생투데이 사람과 세상》 MC - 2023년 10월 ~ 2024년 9월 30일
- KBS 창원 1TV 《KBS 뉴스 9 경남》 앵커 - 2024년 2월 5일 ~ 2024년 9월 30일
- KBS 창원 1TV 《현장 속으로》 내레이션
- KBS 1TV 《남북의 창》 임시 여성 MC - 2024년 11월 2일
- KBS 1TV 《KBS 뉴스 5》 임시 여성 앵커 - 2024년 12월 18일, 2025년 1월 20일, 2025년 1월 22일, 2025년 1월 24일, 2025년 4월 28일 ~ 5월 1일
- KBS 2TV 《2TV 생생정보》 임시 여성 MC - 2024년 12월 30일 ~ 2024년 12월 31일, 2025년 3월 17일
- KBS 1TV 《KBS 뉴스 12》 임시 여성 앵커 - 2025년 2월 27일 ~ 2025년 3월 10일
- KBS 2TV 《KBS 뉴스타임》 임시 앵커 - 2025년 2월 27일 ~ 2025년 2월 28일
- KBS 1TV 《KBS 뉴스 2》 임시 앵커 - 2025년 4월 17일
- KBS 1TV 《토요일 17시, 19시 KBS 뉴스》 임시 앵커 - 2025년 4월 26일 ~ 2025년 5월 3일
- KBS 1TV 《평일 KBS 뉴스 9 - KBS 스포츠 9》 임시 앵커 - 2025년 5월 19일 ~ 2025년 5월 23일

#### 라디오
- KBS 창원 1라디오 《창원 뉴스 (17시)》 앵커
- KBS 창원 1라디오 《금요일 라이브 경남》 임시 DJ
- KBS 쿨 FM 《이슬기의 상쾌한 아침》 임시 DJ - 2025년 4월 2일 ~ 2025년 4월 8일

## 출연

### 과거

#### TV
- KBS 2TV 《사장님 귀는 당나귀 귀》 출연 - 2024년 11월 24일 ~ 2024년 12월 1일, 2024년 12월 22일
- KBS 2TV 《2024 KBS 연예대상》 출연 - 2024년 12월 21일
- KBS 2TV 《월요일 무엇이든 물어보세요》 여성 임시 패널 - 2024년 12월 30일
- KBS 1TV 《특별 생방송 2025 새날 마중》 리포터 - 2024년 12월 31일
- KBS 1TV 《아침마당 - 흥 많고 끼 많은 KBS 신입 아나운서를 소개합니다》 - 2025년 1월 13일
- KBS 1TV 《TV쇼 진품명품》 출연 - 2025년 1월 26일
- KBS 2TV 《굿모닝 대한민국》 출연 - 2025년 2월 22일
- KBS 2TV 《수요일 무엇이든 물어보세요》 여성 패널 - 2024년 12월 25일 ~ 2025년 7월 30일